# Giovanni di Leonardo Carnesecchi
Giovanni di Leonardo Carnesecchi (Firenze, 19 marzo 1466 – Firenze, 6 ottobre 1527) è stato un politico italiano, priore della Repubblica fiorentina nel 1511.

## Biografia
Fiorentino appartenente alla famiglia Carnesecchi, fu figlio di Leonardo di Giovanni.
Fu Castellano di Pistoia nel 1502, Podestà di Borgo San Lorenzo nel 1504/1505 e infine Priore della Repubblica fiorentina nel 1511.  Fu tra i più accesi seguaci di Fra Gerolamo Savonarola, uno dei promotori della petizione al Papa, ed anche uno dei principali organizzatori della difesa armata del convento di San Marco quando si decise di evitare ad ogni costo l'arresto del frate. È stato uno dei leader del partito dei Piagnoni.
Fu infine arrestato insieme a molti altri durante gli scontri che portarono alla cattura di Savonarola.
Recentemente sono riemerse dall'Archivio di Stato di Firenze le sue dichiarazioni manoscritte  rilasciate durante gli interrogatori relative ai fatti ascrittigli che hanno permesso appunto di far maggior luce sulla genesi della petizione e sull'organizzazione della resistenza di San Marco.
Lasciò un manoscritto sulla vita e sui miracoli del Savonarola.
Alla sua morte ebbe sepoltura proprio in quella chiesa di San Marco in cui si era battuto.